# Cannibal Corpse (album)
Cannibal Corpse je demo album istoimenske ameriške death metal skupine, ki je izšel v samozaložbi na enostranski glasbeni kaseti leta 1989 v nakladi 200 izvodov.

## Seznam pesmi
| Št.             | Naslov                                 | Dolžina |
| --------------- | -------------------------------------- | ------- |
| 1.              | „A Skull Full of Maggots‟              | 2:08    |
| 2.              | „The Undead Will Feast‟                | 2:57    |
| 3.              | „Scattered Remains, Splattered Brains‟ | 2:37    |
| 4.              | „Put Them to Death‟                    | 1:49    |
| 5.              | „Bloody Chunks‟                        | 2:21    |
| Skupna dolžina: | Skupna dolžina:                        | 11:52   |